# Robert Ljubičić
Robert Ljubičić (ur. 14 lipca 1999 w Wiedniu) – chorwacko-austriacki piłkarz, występujący na pozycji obrońcy w greckim klubie AEK Ateny. W przeszłości występował w młodzieżowych reprezentacjach Austrii i Chorwacji. Brat Dejana Ljubičicia.

## Statystyki

### Klubowe
Na podstawie:
| Klub           | Sezonów | Liga                         | Liga  | Liga   | Puchar krajowy | Puchar krajowy | Kontynentalne | Kontynentalne | Suma  | Suma   |
| Klub           | Sezonów | Liga                         | Mecze | Bramki | Mecze          | Bramki         | Mecze         | Bramki        | Mecze | Bramki |
| -------------- | ------- | ---------------------------- | ----- | ------ | -------------- | -------------- | ------------- | ------------- | ----- | ------ |
| SKN St. Pölten | 4       | Bundesliga                   | 92    | 7      | 7              | 1              | –             | –             | 99    | 8      |
| Rapid Wiedeń   | 1       | Bundesliga                   | 27    | 3      | 2              | 0              | 11            | 1             | 40    | 4      |
| Dinamo Zagrzeb | 1       | Prva hrvatska nogometna liga | 47    | 3      | 2              | 0              | 23            | 2             | 11    | 0      |
|                | Łącznie | Łącznie                      | 166   | 13     | 11             | 1              | 34            | 3             | 211   | 17     |

### Reprezentacyjne
Zawodnik nie rozegrał żadnego meczu w seniorskiej kadrze.

## Sukcesy
Na podstawie:

### Klubowe
Z Dinamo Zagrzeb:
- Mistrz Chorwacji 2022/23
- Superpuchar Chorwacji 2021/22, 2022/23